# Фихман, Хакобо
Хакобо Фихман (при рождении Янкев (Яков Самойлович) Фихман; исп. Jacobo Fijman; 25 января 1898, Оргеев, Бессарабская губерния — 1 декабря 1970, Буэнос-Айрес, Аргентина) — аргентинский поэт. Писал на испанском языке.

## Биография

### Ранние годы
Будущий поэт появился на свет под именем Янкев Фихман в уездном бессарабском городке Оргеев в 41 версте к северу от Кишинёва (теперь райцентр Оргеевского района Молдовы) в 1898 году в семье лавочника Шмила Фихмана. В 1904 году (по некоторым данным, в 1902 году) родители Фихмана с тремя детьми перебрались в Аргентину и поначалу поселились на юге страны в провинции Рио-Негро (город Choele Choel) в Патагонии. Некоторое время жили в западной провинции Мендоса, c 1907 года — в городке Лобос (провинции Буэнос-Айрес), где Хакобо Фихман завершил среднее образование.

### Литературный дебют
В 1917 году, с дипломом средней школы, Фихман уезжает в Буэнос-Айрес и поступает в университет на отделение философии и классической филологии; серьёзно занимается игрой на скрипке и теорией музыки, изучает древнегреческий и латинский языки. Через два года устраивается учителем французского языка в гимназию для девочек Liceo de Señoritas de Belgrano, но в конце 1919 года бросает работу и начинает странствовать по региону, ведя образ жизни бродячего музыканта, работает помощником мельника в парагвайской провинции Чако и возвращается в Буэнос-Айрес только в середине 1920 года. Вскоре по возвращении, Фихман появляется в полицейском участке со словами «Soy el Cristo Rojo» (Я — красный Христос) и мольбами о защите. Вскоре после ареста, его переправляют в психиатрическую лечебницу, где он проводит полгода с 17 января до 26 июля 1921 года, пройдя курс электрошоковой терапии и трудовой реабилитации.
Уже в следующем, 1922 году Фихман вновь пускается в путь, на некоторое время оседает в Уругвае, зарабатывая на жизнь случайными заработками. Из Монтевидео через своего друга детства — поэта и переводчика Карлоса М. Грюнберга передаёт 4 стихотворения для публикации в буэнос-айресской еврейской газете «Vida Nuestra», таким образом дебютировав в печати в номере за август 1923 года. В октябре того же года, по возвращении в Буэнос-Айрес, публикует в «Noticias Literarias» (Литературные записки) эссе с комментариями на Баха и после недолгой оседлой передышки снова ударяется в дорогу. Последующие два года проводит в странствиях по Бразилии и Парагваю, а в 1926 году, вновь в Буэнос-Айрес, входит в литературную группу, объединившуюся вокруг новосозданного Самуэлем Глусбергом журнала «Martin Fierro», вместе с Оливерио Хирондо (1891—1967), Маседонио Фернандесом (1874—1952), Леопольдо Маречалем (1900—1970), Карлосом Грюнбергом и Хорхе Луисом Борхесом. Публикует стихи, эссе и музыкальную критику в этом журнале и в газете «Mundo Israelita» (Еврейский мир). 1 сентября 1926 года выходит первая поэтическая книга Фихмана «Molino Rojo» (Красная мельница), сразу привлекшая внимание критики. Стихотворения этого периода тяготеют к модному в Европе сюрреализму. В 1927 году вместе с Антонио Вальехо Фихман уезжает в Европу, путешествует по Франции, Бельгии и Италии, проявляет интерес к готической архитектуре и католическому искусству. По приезде домой публикуется в газетах «Nacion» и «Mundo Argentino», стихи — и прежде метафизического характера — теперь всё более склоняются к мистицизму и эзотерике.

### Возвращение из Европы
В 1929 году выходит второй сборник Фихмана «Hecho de Estampas», а 7 апреля 1930 года в приходе святого Бенито в Буэнос-Айресе он официально переходит в католическую веру, начинает посещать кружок по изучению мировоззрения католицизма и сотрудничает с католическим изданием «Numero». В 1931 году выходит последняя, самая известная книга его стихов «Estrella de la Mañana» (Звезда утром) и Фихман отправляется в Европу с целью принятия монашеского сана в бенедиктинском монастыре в Бельгии. Там, однако, он встречает отказ, снова бродяжничает и теряет связь с семьёй. В 1934 году он публикует свою последнюю поэму «Letania del agua perfecte» в журнале «АРХ» (Arx y Critica), 23 апреля узнаёт о смерти матери, полностью удаляется от литературного творчества, ведёт полунищенский образ жизни и с тех пор в основном проводит время в читальном зале Национальной библиотеки в Буэнос-Айресе, пока наконец ему и туда не закрывают доступ 11 мая 1942 года в связи со странностями поведения.

### Последний приют
2 ноября 1942 года, после недельного блуждания по улицам Буэнос-Айреса без еды и сна, Фихмана арестовывают и помещают в психиатрический приют Hospicio de las Mercedes (впоследствии нейропсихиатрический институт Борда — Instituto Neuropsiquiátrico José T. Borda) с диагнозом «psicosis distímica—síndrome confusional» (по современной классификации — вероятно, шизоаффективный психоз), где он проведёт безвыходно последние 28 лет своей жизни. В приюте он проходит повторные курсы электрошоковой терапии, держится отрешённо, много рисует и практически не пишет.
Лишь в 1960-е годы, когда к его творчеству снова появляется интерес, выходят несколько сборников избранных произведений поэта, публикуются 3—4 новых, написанных им в больнице стихотворения. В 1967 году начинается кампания с целью освобождения Фихмана из больницы и обеспечения его пенсией Союза Литераторов Аргентины, выходит номер престижного журнала «Тalisman» (I номер, 1969), целиком посвящённый поэту, его приглашают на телевидение, где он шокирует публику неожиданными репликами копрологического содержания. Несмотря на все усилия, Фихман умирает всё в том же приюте в ночь на 1 декабря 1970 года в результате острого отёка лёгких. После его смерти остаются три сборника поэзии, отдельные разбросанные по нескольким изданиям стихотворения, музыкальные записки и эссе, а также блокнот зарисовок, сделанных в годы насильственной госпитализации.
В последующие годы к Фихману приходит посмертное признание как к одному из самых значительных аргентинских поэтов ушедшего столетия, выходит полное собрание его произведений, переиздание всех поэтических сборников, и он приобретает фиктивную жизнь литературного персонажа под именем Самуэля Теслера в романе своего приятеля Леопольдо Маречаля «Adam Buenosayres» (1948) и под именем Хакобо Фикслера в романе «El que tiene sed» Абелардо Кастильо (1985).